# Basawan
Basawan o Basavan (aproximadament 1540 – aproximadament 1600) va ser un pintor indi, perteneixent a l'escola Mogol, conegut per les seves observacions agudes de la natura humana; va estar actiu entre 1580 i 1600.

## Biografia
Hi ha poca i fragmentària informació sobre la seva vida, i entre les poques certeses hi ha el seu naixement hindú i la reconeguda activitat artística del seu fill, Manohar, conegut com a pintor retratista i erudit dels animals.
És de suposar que es va formar a la gran escola dels mestres perses convidats a l'Índia per l'emperador Humayun (1530 - 1556) per ensenyar l'art a estudiants de diversos grups ètnics i religions. Es creu que va ser un dels primers artistes indis influenciats per les tradicions artístiques occidentals, després d'haver tingut l'oportunitat de veure pintures renaixentistes portades davant la cort d'Akbar per missioners jesuïtes.
Després va dedicar quaranta anys de la seva vida a col·laborar amb l'escola pictòrica i artística fundada per Humayum i ampliada pel seu successor Akbar (1542-1605).
Basawan va ser inclòs a la llista de pintors de la cort per Abū al-Faḍl'Allāmī, historiador d'Akbar, que va expressar una opinió entusiasta sobre l'obra de l'artista: "En dibuix i pintura... no té rivals al món".

## Obres
Més d'un centenar d'obres s'atribueixen a Basawan, la majoria de les quals són il·lustracions de manuscrits o fulls d'àlbums individuals.
En les seves pintures, Basawan va demostrar ser un observador profund de la natura i un gran coneixedor de les regles de perspectiva de la pintura europea.
En els seus dibuixos va destacar un sorprenent realisme de retrats així com un sentit de l'humor, i es va caracteritzar per la profunditat i la brillantor dels seus colors.
També va fer un bon nombre de retrats frontals, a diferència dels seus col·legues contemporanis.
Entre les seves obres més significatives es troben les il·lustracions de diversos poemes: Razmnama, Akbar-nama, Darab-nama, Bahararistan de Jami, Timur-nama.

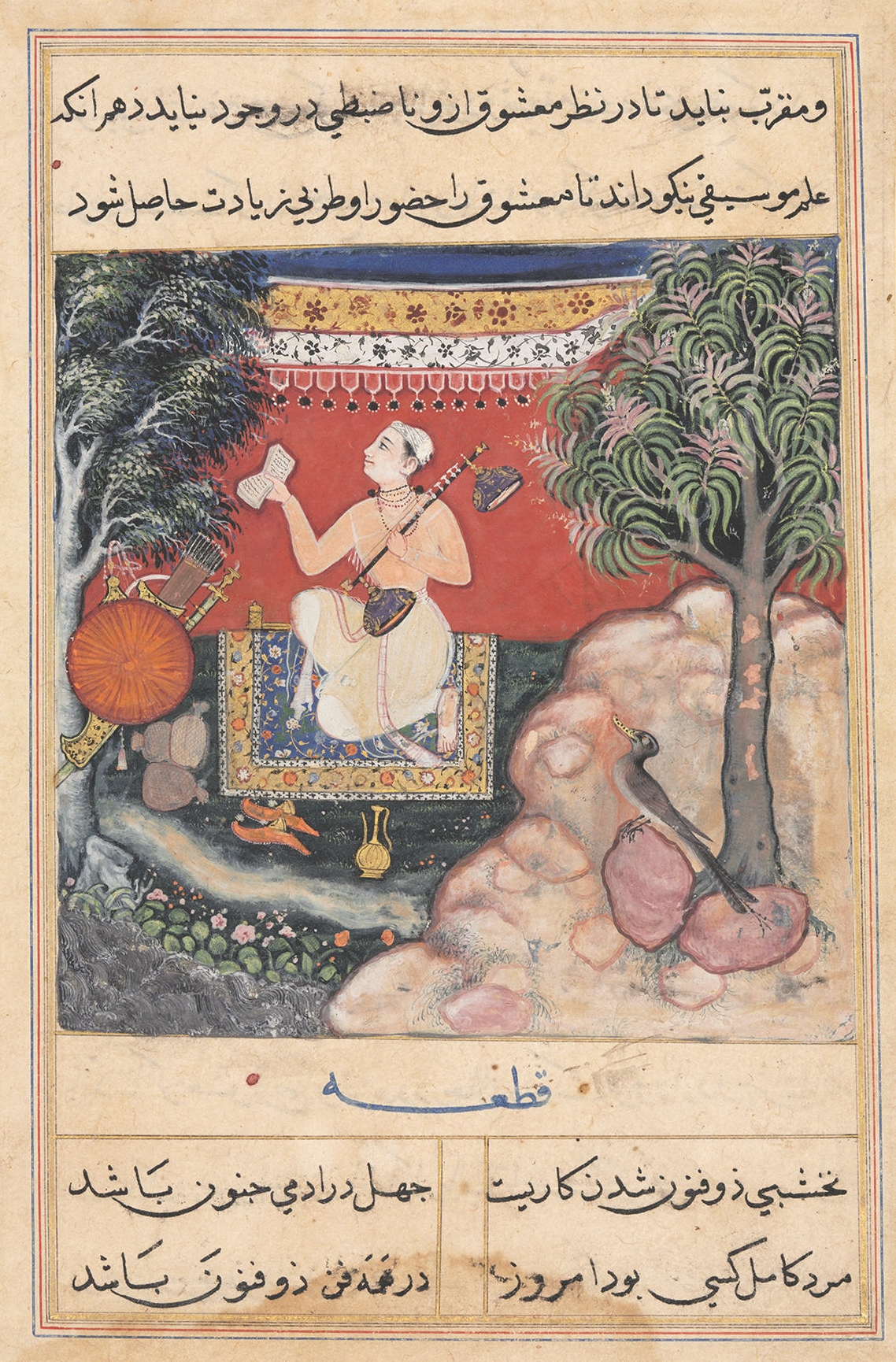
L'origen de la música, pàgina d'un manuscrit de Touti-Nameh, 1560-1565, Cleveland Museum of Art.
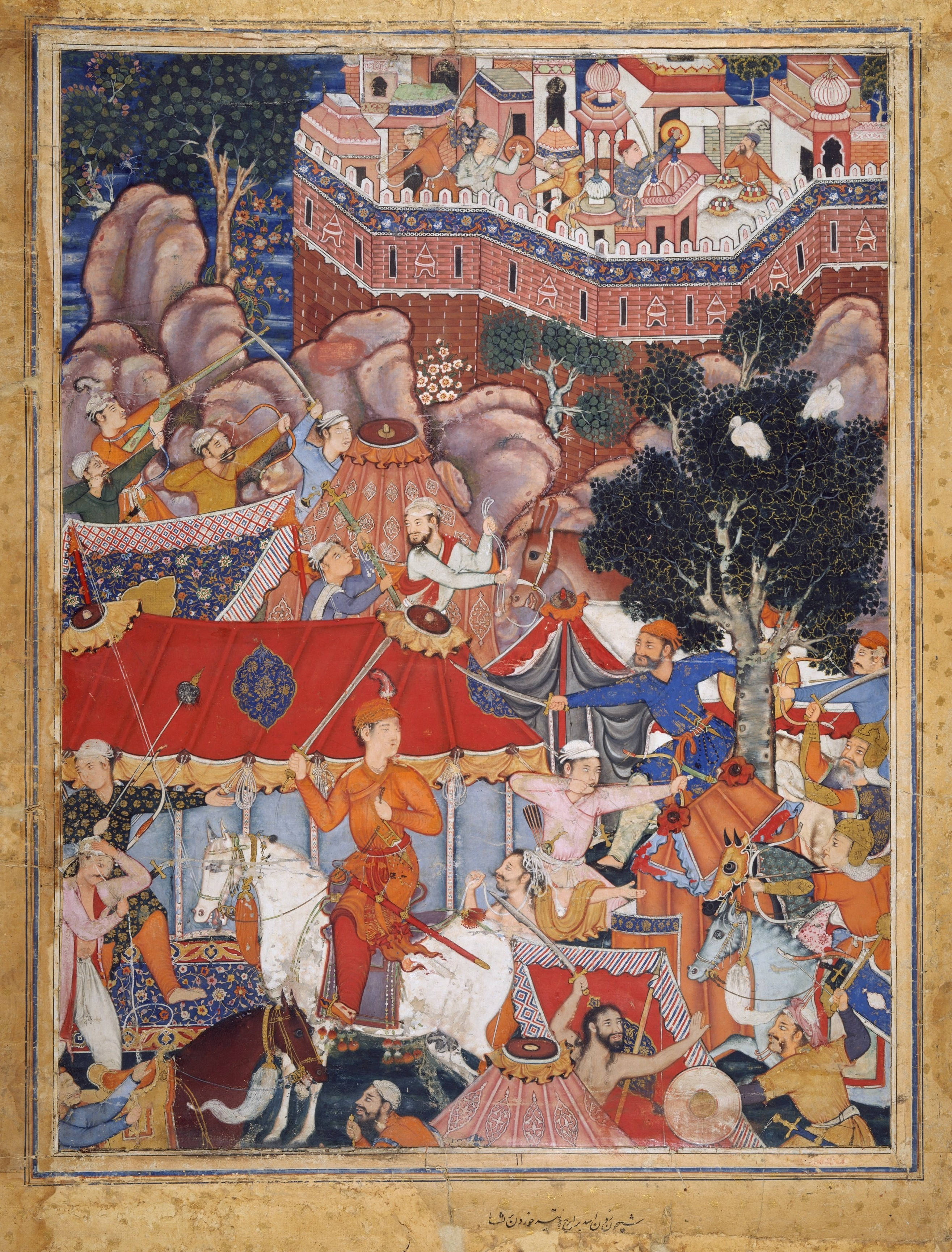
Assad Ibn Kariba llança un atac nocturn al campament de Malik Iraj, extret d' Hamzanama, 1564-1569, Metropolitan Museum of Art.
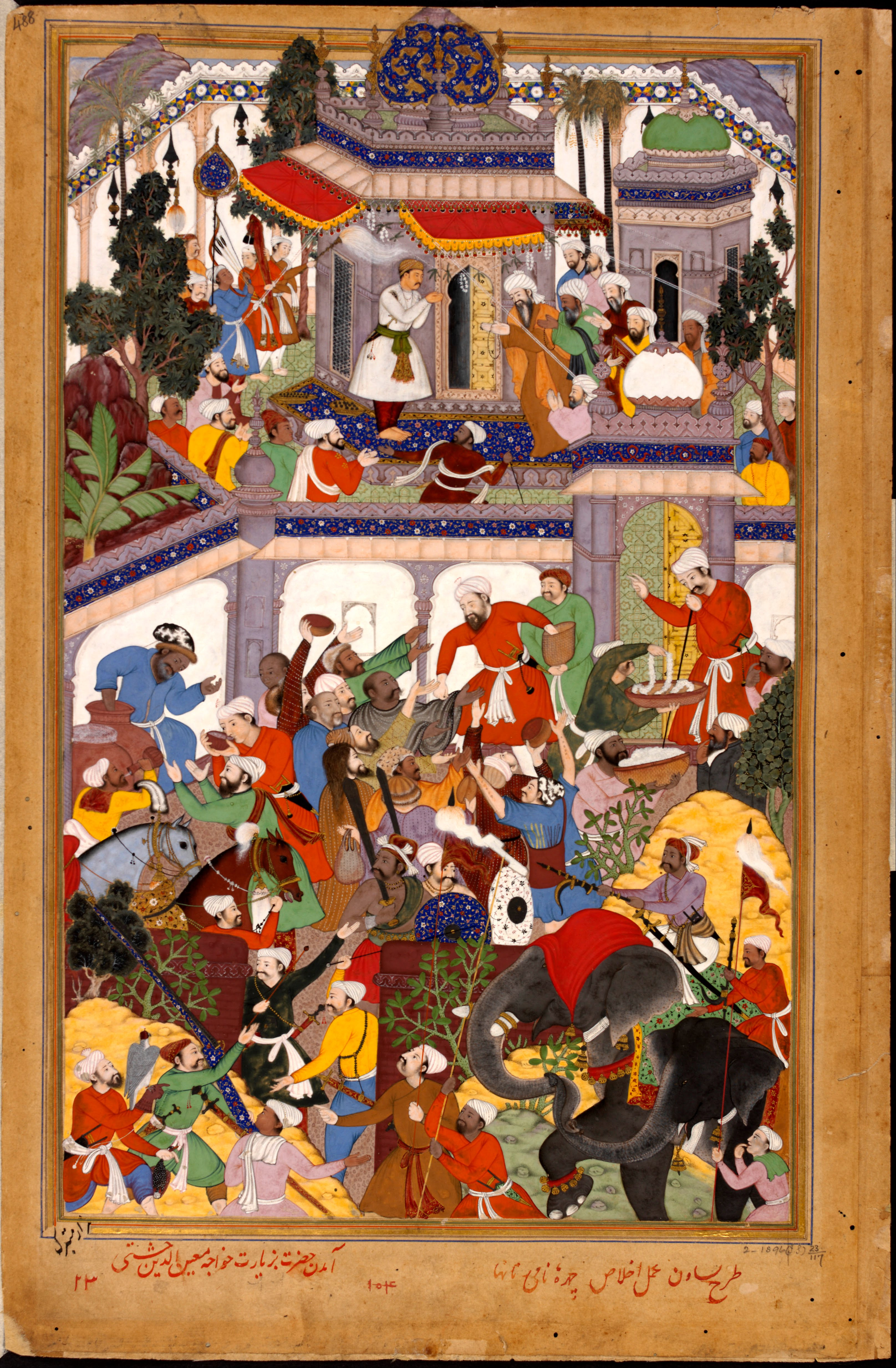
Akbar visita la tomba de Khwajah Mu'in ad-Din Chisti a Ajmer.
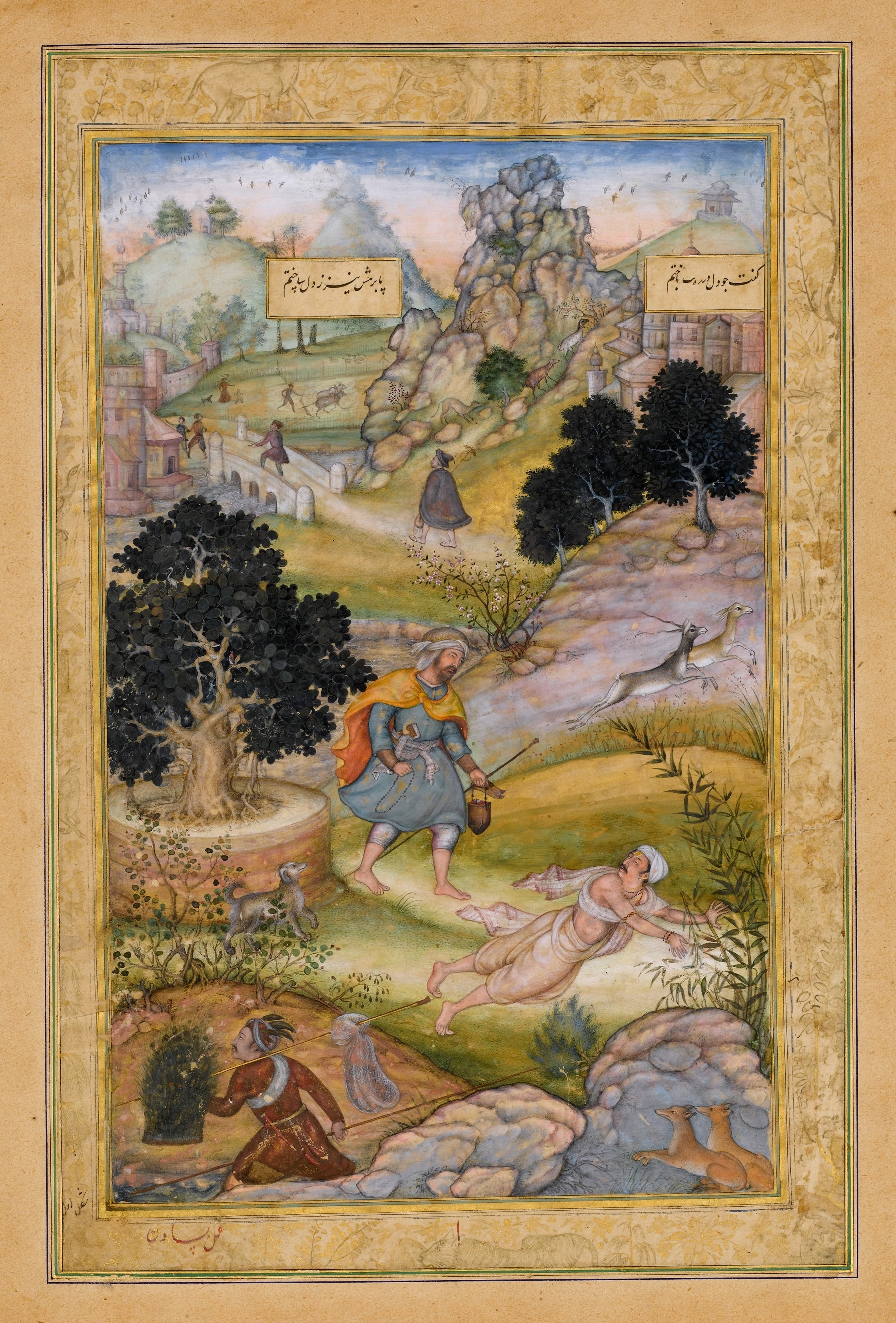
Un pelegrí musulmà aprèn una lliçó de pietat d'un brahman, il·lustració de Khamsah d'Amir Kushro, Dihlavi, 1597-1598, Metropolitan Museum of Art.
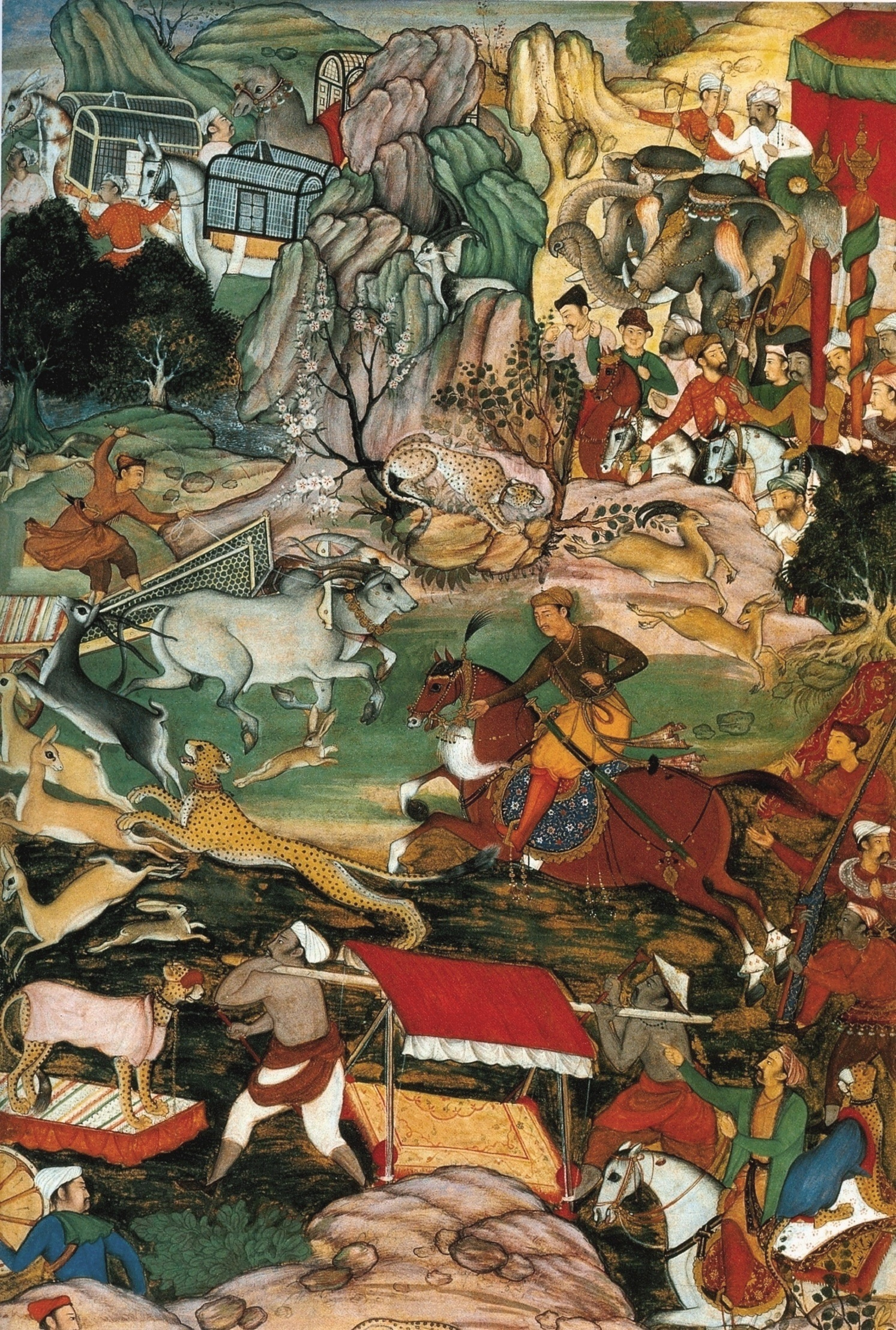
Akbar caçant al districte d'Agra, Akbarnama, 1590-1595, Victoria and Albert Museum.
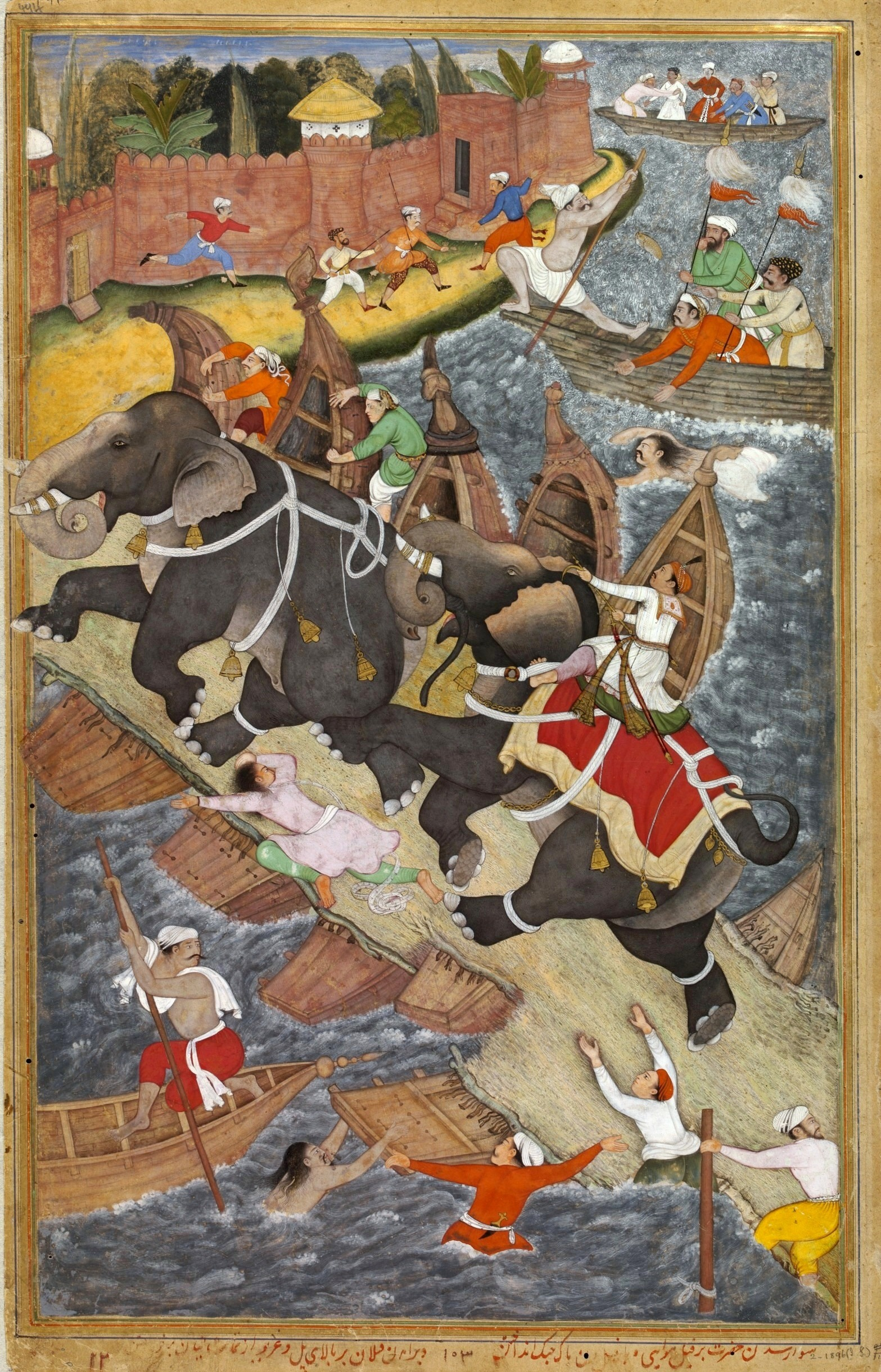
Akbar domestica Hawai, l'elefant boig. Composició de Basawan, colors de Chitra (costat esquerre), Akbarnama, c. 1590, Victoria and Albert Museum.
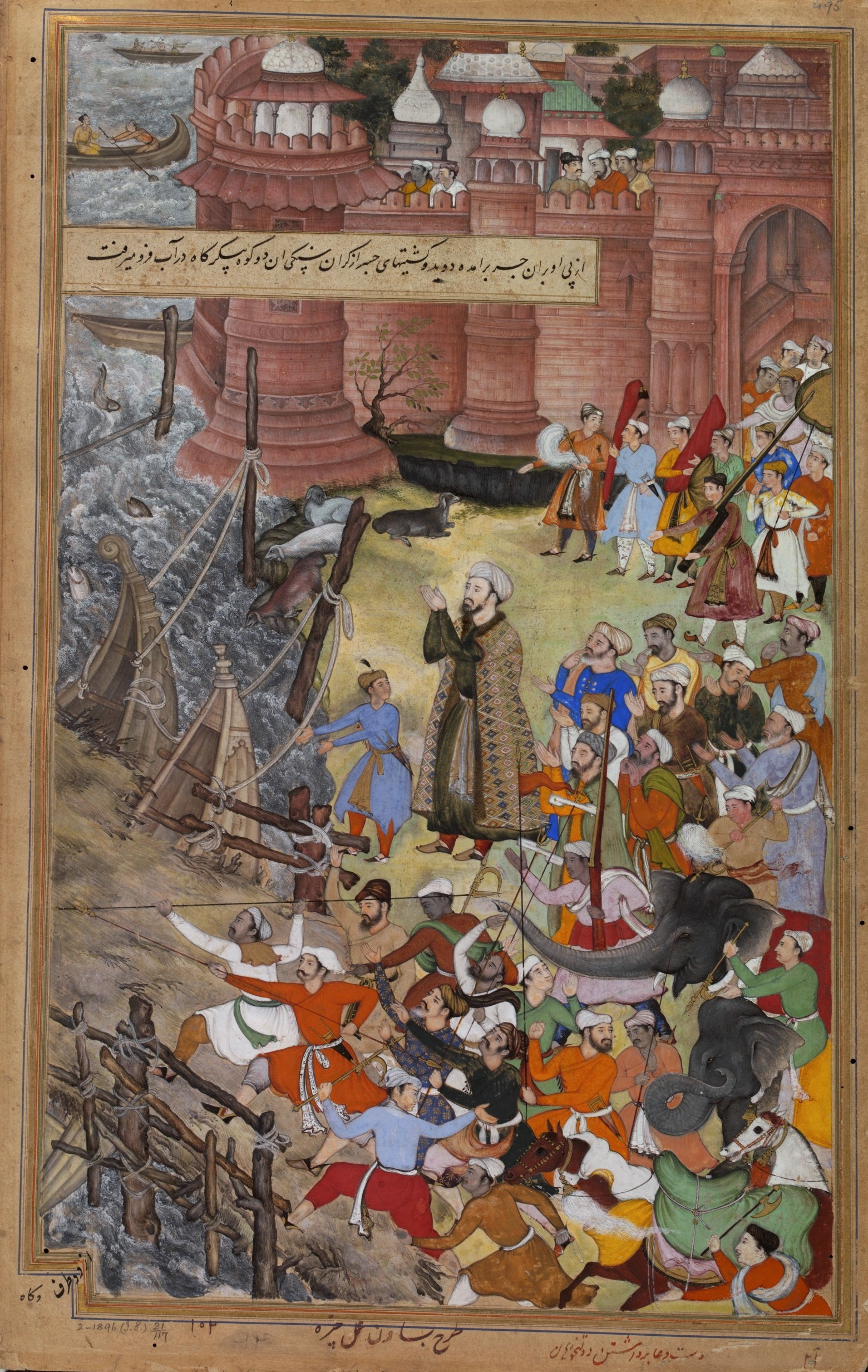
Akbar domestica Hawai, l'elefant boig. Composició de Basawan, colors de Chitra (costat dret), Akbarnama, c. 1590, Victoria and Albert Museum.
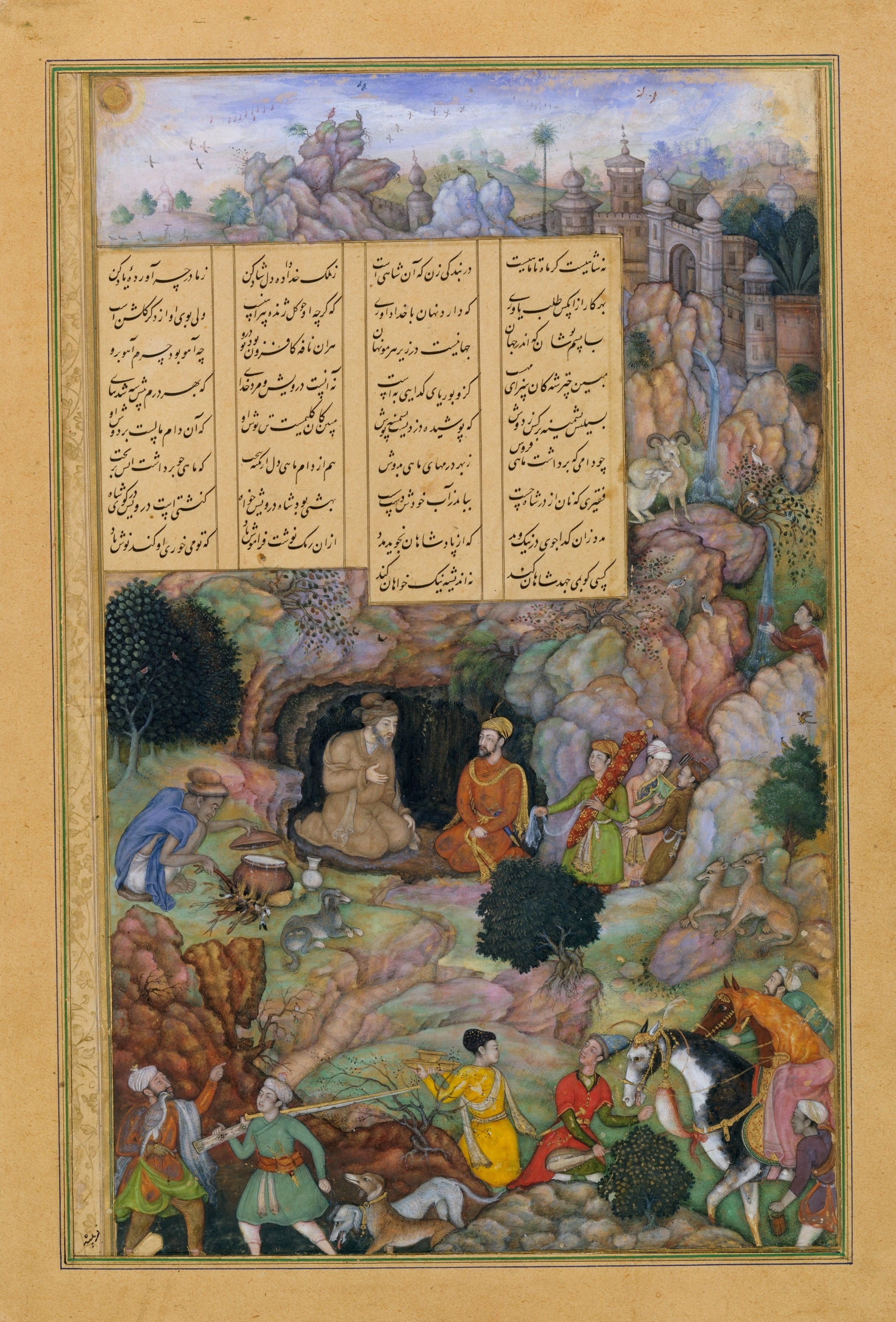
Alexandre visita el savi Plató a la seva cova, il·lustració d'un Khamsa per Amir Khusro Dihlavi, 1597-1598, Metropolitan Museum of Art.
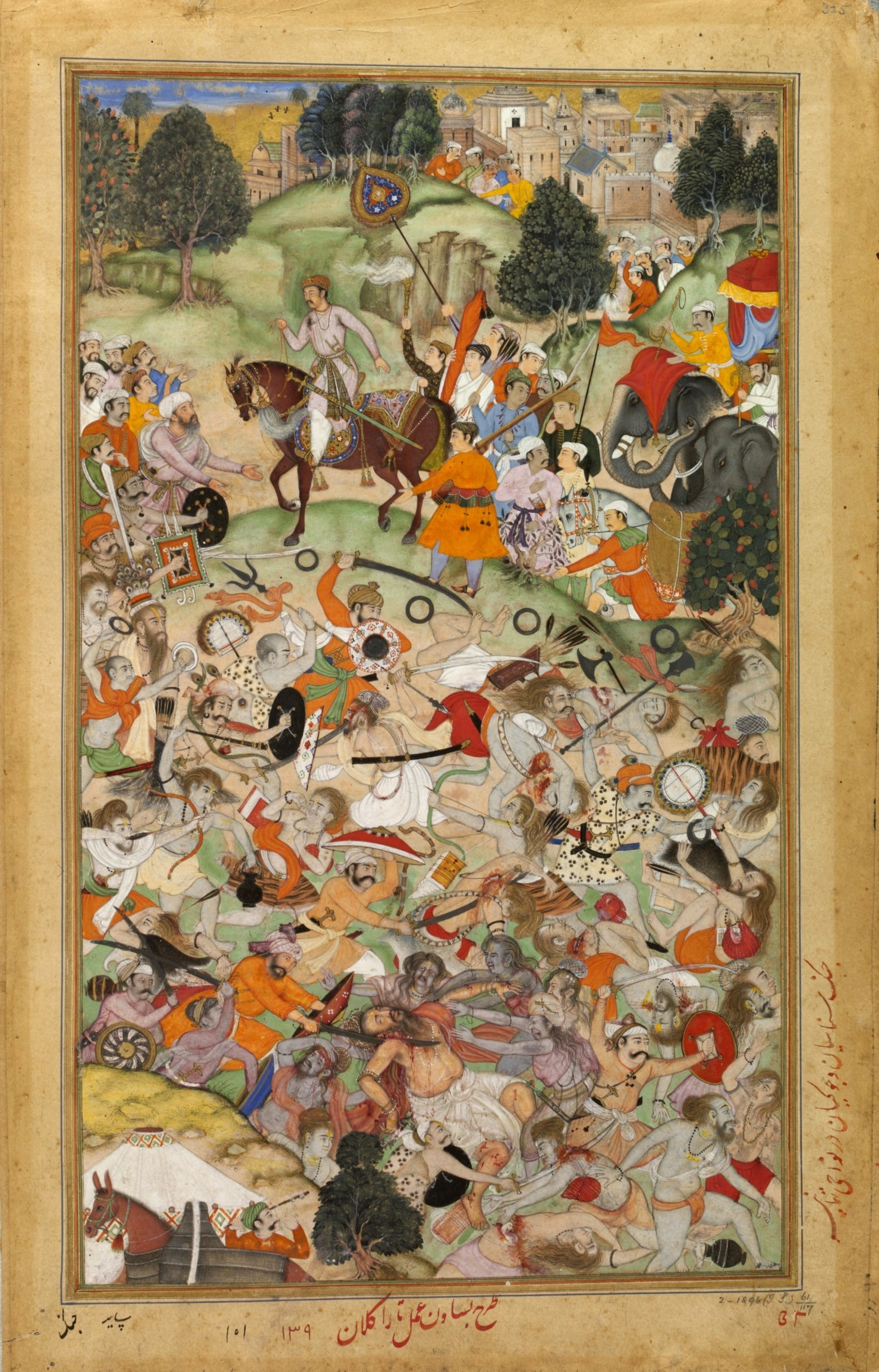
Batalla d'ascètes rivals, Akbarnama, c. 1590, Museu Victòria i Albert.
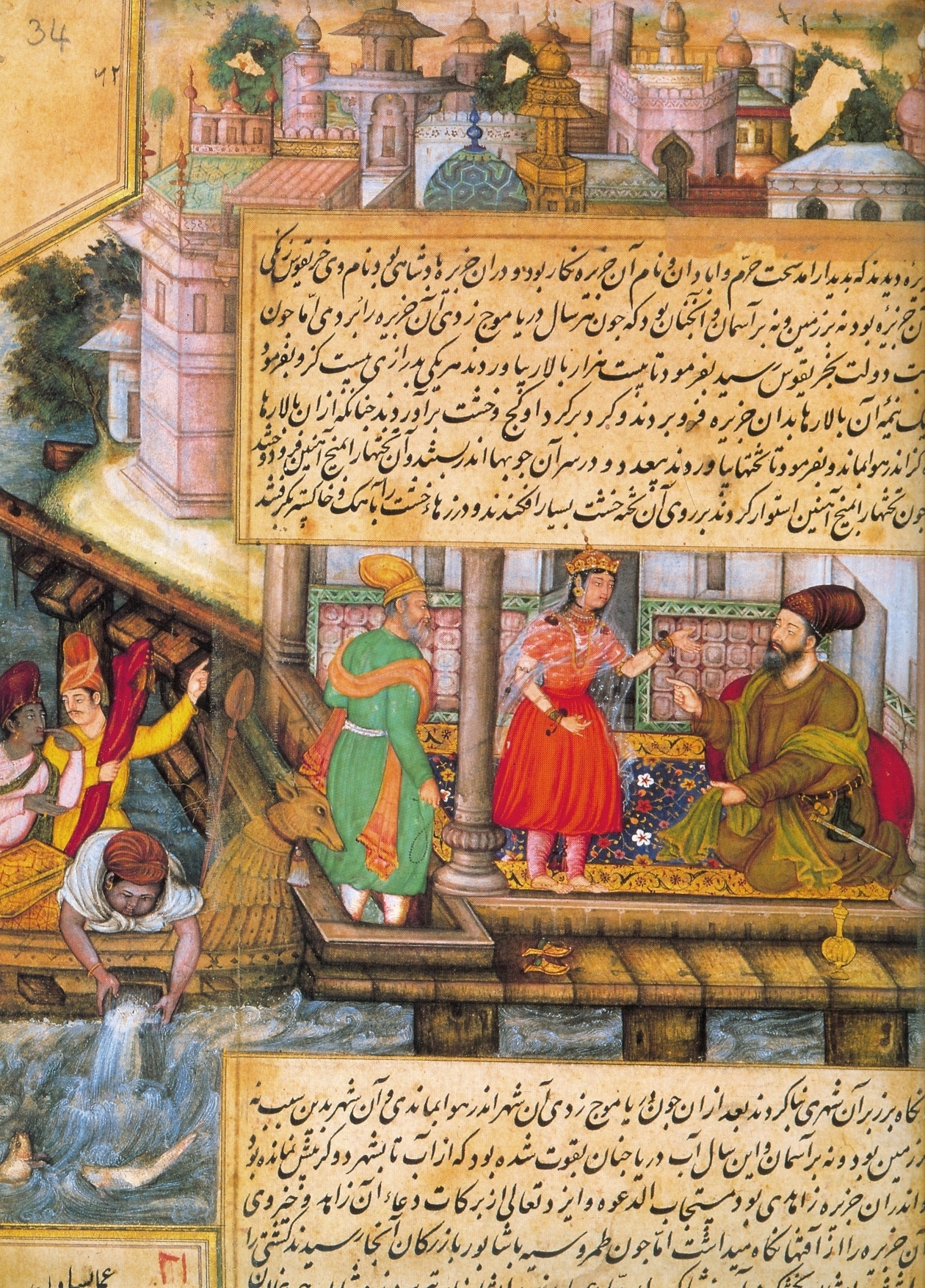
Amarusa i Shapur a l'illa de Nigar, il·lustració de Darabnama, c. 1585-1590, British Library, Londres.
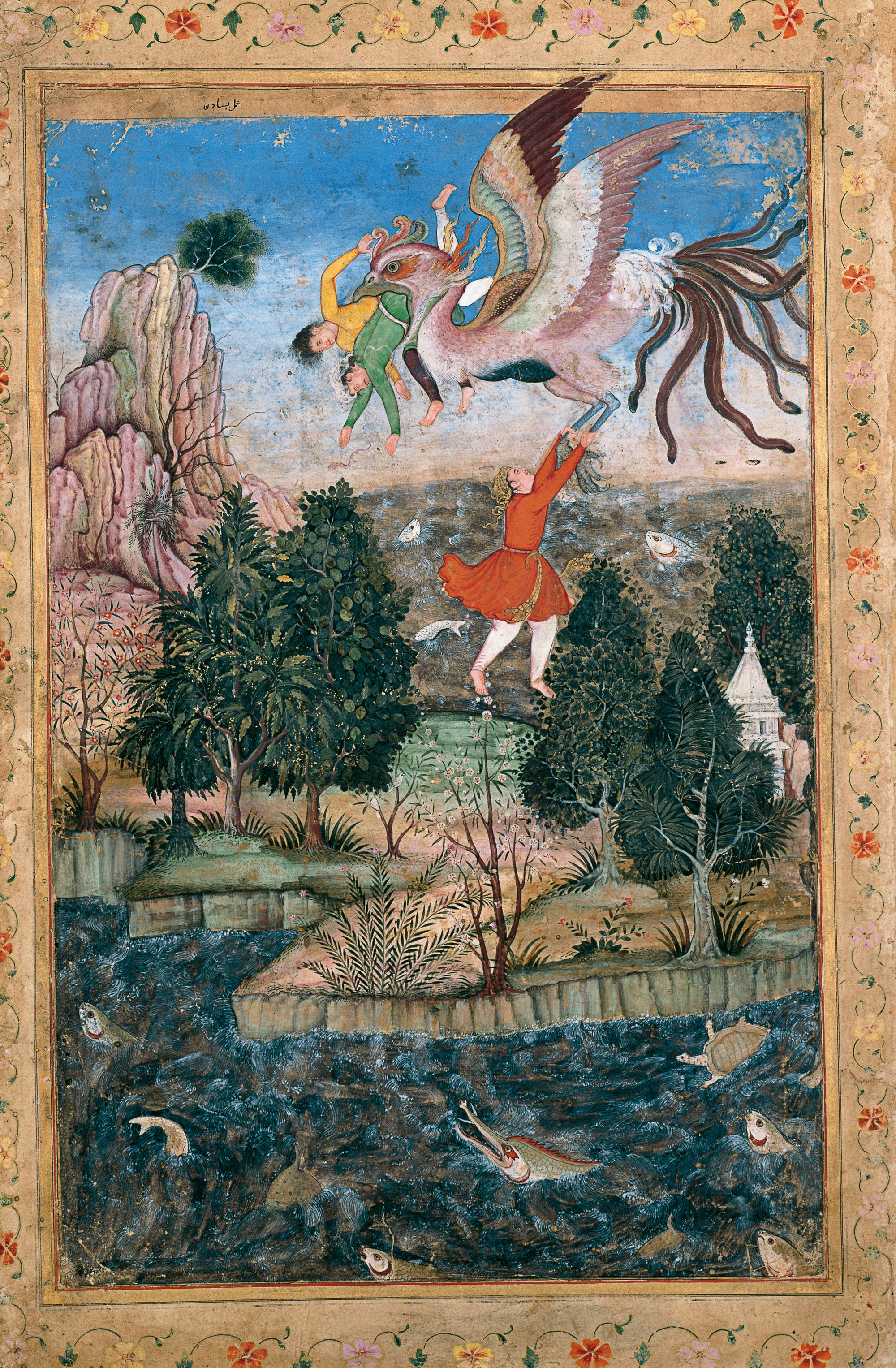
El vol de Simurgh, c. 1590, col·lecció Sadruddin Aga Khan
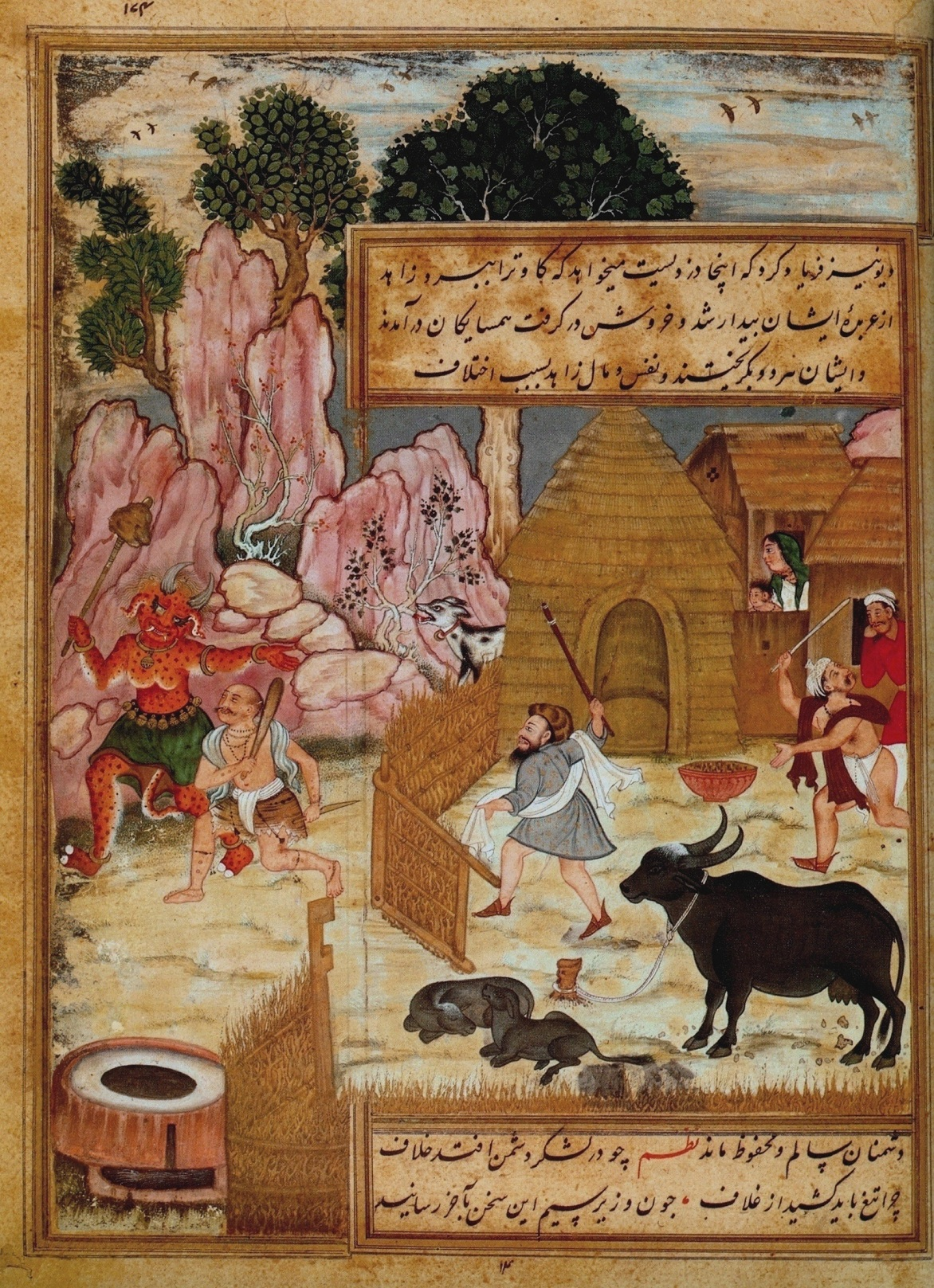
El lladre, el diable i el devot, il·lustració d' Anvar-i Suhaili, 1570-1571, Library of the School of Oriental and African Studies, Londres.